# Andrea de Cesaris
Andrea de Cesaris, (n. 31 martie 1959 - d. 5 octombrie 2014), a fost un pilot italian de Formula 1.

## Cariera în Formula 1
| Sezon | Echipă                                | Număr puncte | Loc clasament general |
| ----- | ------------------------------------- | ------------ | --------------------- |
| 1980  | Marlboro Team Alfa Romeo              | 0            | -                     |
| 1981  | Marlboro McLaren International        | 1            | 18                    |
| 1982  | Marlboro Team Alfa Romeo              | 5            | 17                    |
| 1983  | Marlboro Team Alfa Romeo              | 15           | 8                     |
| 1984  | Ligier Loto                           | 3            | 18                    |
| 1985  | Equipe Ligier                         | 3            | 17                    |
| 1986  | Minardi Team SpA                      | 0            | -                     |
| 1987  | Motor Racing Developments             | 4            | 14                    |
| 1988  | Rial Racing                           | 3            | 15                    |
| 1989  | BMS Scuderia Italia                   | 4            | 17                    |
| 1990  | BMS Scuderia Italia                   | 0            | -                     |
| 1991  | Team 7Up Jordan                       | 9            | 9                     |
| 1992  | Tyrrell Racing Organisation           | 8            | 9                     |
| 1993  | Tyrrell Racing Organisation           | 0            | -                     |
| 1994  | Sasol Jordan / Broker Sauber Mercedes | 4            | 20                    |

1. ↑  Andrea de Cesaris, accesat în 9 octombrie 2017
2. ↑   https://web.archive.org/web/20170110161159/http://www.autosport.com/news/report.php/id/116184, arhivat din original la 10 ianuarie 2017 Lipsește sau este vid: |title= (ajutor)